# Contax
Contax est une marque d'appareils photographiques argentiques petit, moyen formats et numériques, fabriqués par Zeiss Ikon de 1932 à 1972, puis par Yashica et enfin par Kyocera jusqu'en septembre 2005 (décembre 2005 pour le système Contax 645), et équipés d'objectifs Carl Zeiss.

## Historique
Alors que Leitz, avec son système Leica, commençait à généraliser le format 24x36 mm, Zeiss Ikon chercha à développer un produit concurrent. Le nom de Contax fut choisi après un sondage chez les employés et Heinz Küppenbender fut nommé à la tête de l'équipe.
Le premier modèle, fabriqué de 1932 à 1936 et appelé Contax I après l'introduction de ses successeurs, différait largement du Leica. Le châssis en métal moulé sous pression abritait un obturateur à plan focal de même type de ceux employés dans les appareils Contessa-Nettel, fait de lamelles entrelacées en laiton noir s'ouvrant verticalement (contrairement à celui du Leica qui faisait appel à des rideaux de tissu caoutchouté enroulés autour de cylindres, et qui s'ouvraient horizontalement). Le système Contax permettait un temps de pose minimal de 1/1000 s, qui fut porté à 1/1250 s avec le Contax II. Les rubans de soie alignant les lamelles étaient très résistants, mais souffraient d'une certaine usure des surfaces à l'usage. Le viseur télémétrique couplé, doté d'une très longue ligne de base, disposait de son propre oculaire. 
Les objectifs, conçus par Ludwig Bertele, étaient considérées comme étant de meilleure qualité que ceux de Leica et le restèrent pour les deux décennies suivantes. La surface totale réduite des lentilles permettait un rendu plus contrasté et moins sensible au flare, à une époque où les traitements anti-reflets n'étaient pas encore disponibles.
Les modèles Contax II et Contax III furent présentés en 1936, deux boîtiers identiques à l'exception du posemètre intégré qui équipait le Contax III. Ils furent très populaires chez les photographes professionnels, en particulier les photojournalistes qui recherchaient des objectifs à large ouverture pour travailler en lumière naturelle.
Après la Seconde Guerre mondiale, les usines de Dresde continuèrent à produire quelques modèles tandis que d’autres étaient assemblés dans les ateliers de Iéna où étaient fabriquées les optiques, avant que la production ne soit entièrement transférée à Kiev en Ukraine. 
Pendant la guerre, Hubert Nerwin avait tenté de convertir le système Contax en système appareil photographique reflex mais avait buté sur le rideau supérieur de l’obturateur. Son successeur, Wilhelm Winzenberg, partit d’une page blanche pour aboutir, en 1949, au Contax S (pour Spiegelreflex), considéré comme le précurseur du reflex à objectif unique moderne. Il abandonna l’obturateur vertical pour un mécanisme horizontal, et la présence à hauteur d’œil d’un pentaprisme non inversé répondait à l’une des principales objections au système reflex. Sa monture M42 allait de plus devenir un standard industriel. Il eut de nombreux successeurs, dont les Contax D, E, F, FB, FM et FBM.
Au fur et à mesure qu’émergeaient les fabricants japonais, Zeiss réalisa qu’il devenait nécessaire de conclure des alliances avec eux. Asahi, qui fabriquait les appareils de marque Pentax, se montra le premier intéressé. Zeiss conçut une monture commune pour les deux entreprises, la monture Pentax K. Le partenaire suivant fut Yashica, avec qui fut développée une nouvelle ligne de reflex, dont le premier modèle fut le RTS (en), à partir de 1975. Parmi les autres modèles figurèrent des compacts, des reflex moyen-format et des appareils numériques.
Kyocera racheta Yashica en 1983 et conserva les marques Yashica et Contax, mais le développement du numérique au début du XXIe siècle lui fit abandonner le secteur photographique en 2005, mettant un point final à l’histoire de Contax.

## Modèles télémétriques originaux

### Contax I

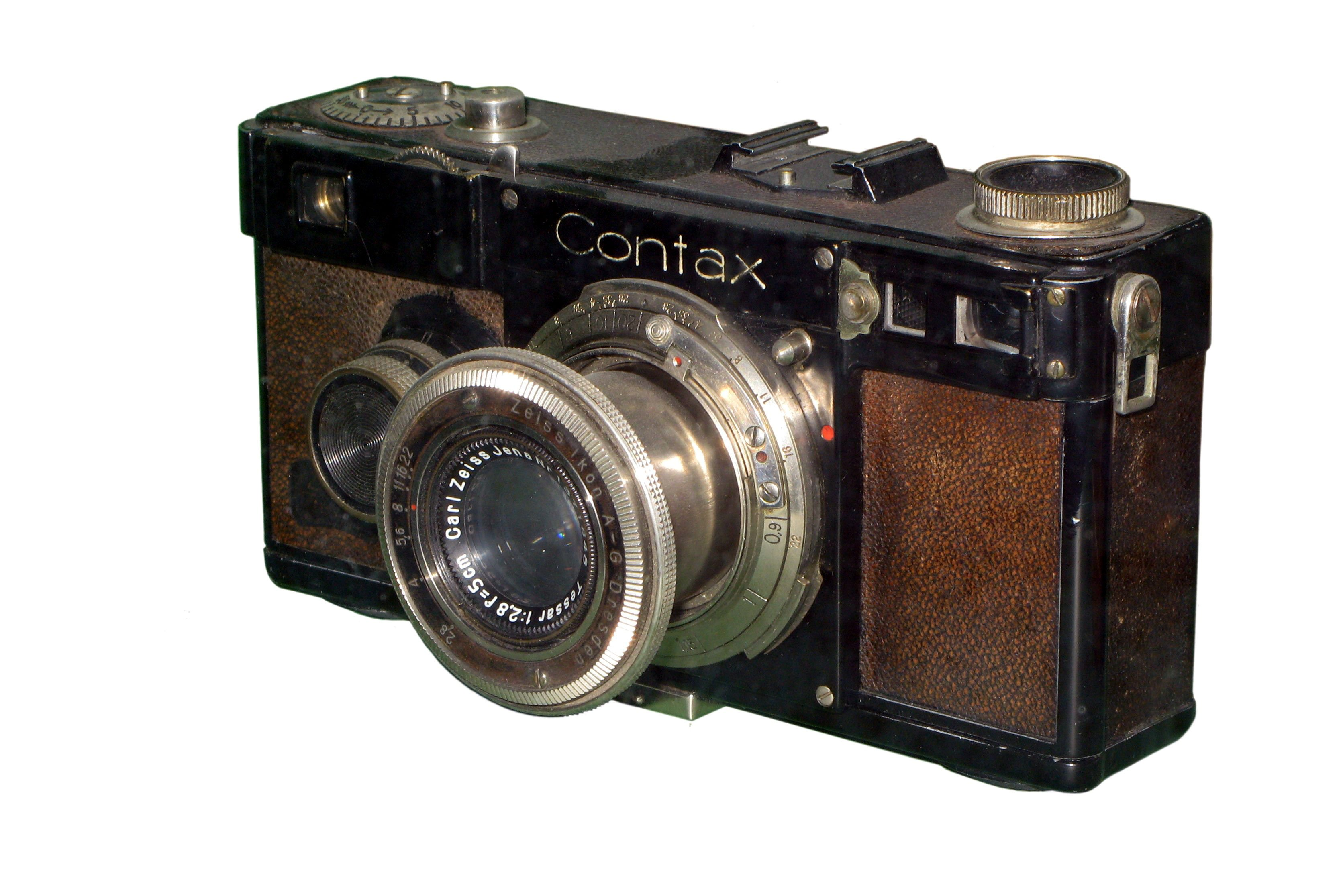
Contax I

Le Contax I était décliné en six variantes, toujours dans l’intention de proposer un produit supérieur à Leica. Le dos était conçu pour charger et décharger plus rapidement la pellicule, la monture à baïonnette devait permettre de changer rapidement d’objectif, le télémètre permettait une mise au point précise même à grande ouverture, et l’obturateur vertical était plus rapide et moins susceptible de brûler après une exposition accidentelle au soleil. Sa manipulation requérait cependant une certaine habitude, avec le remontoir frontal, et ses successeurs furent plus conventionnels. 
Il eut rapidement des problèmes de rideaux et l'usine proposa un modèle modernisé dès 1936. Aujourd'hui, malgré le fait que ses rideaux fonctionnent difficilement, il est recherché en collection, surtout le dernier, le F.

### Contax II et III

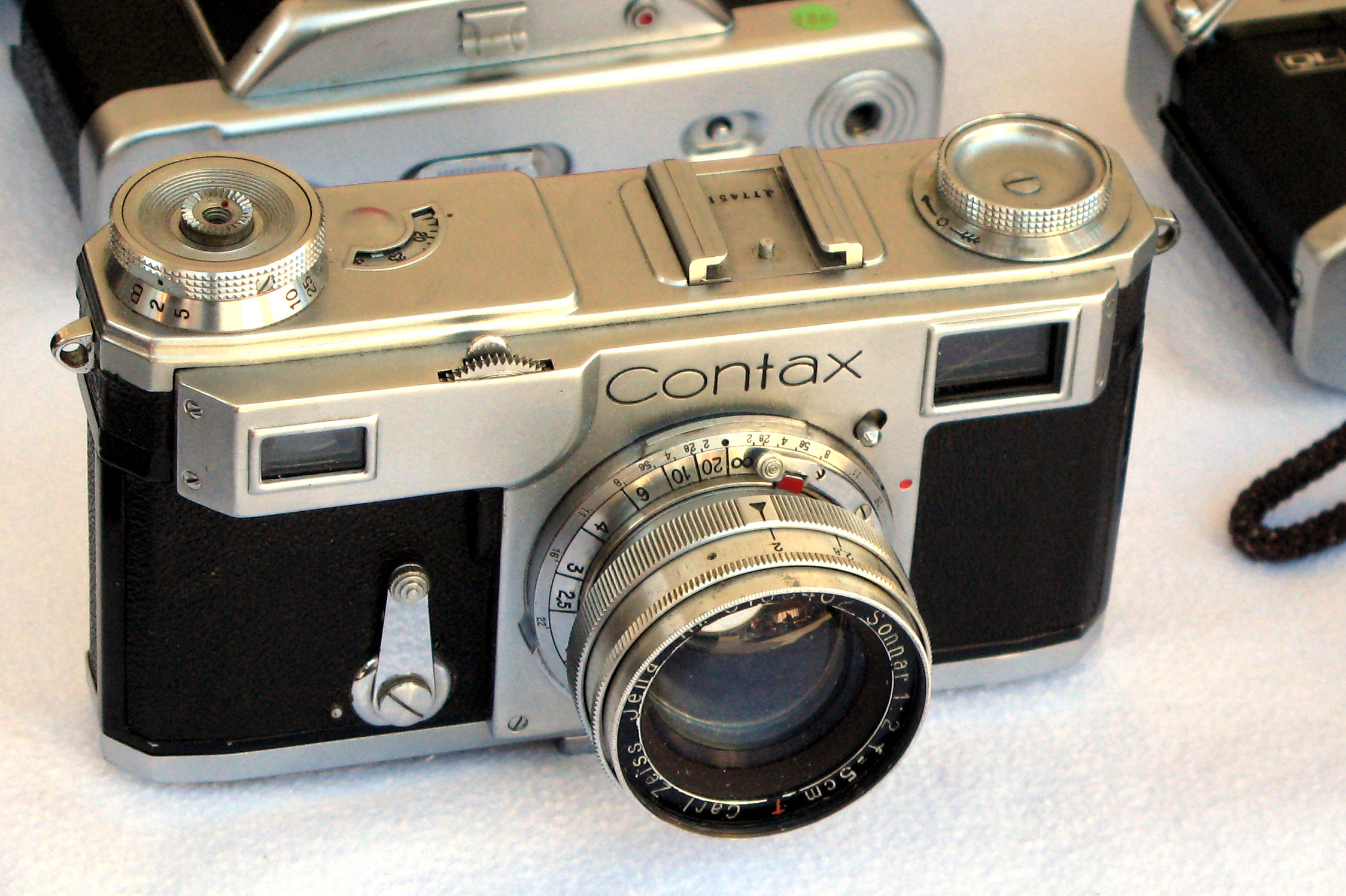
Contax II

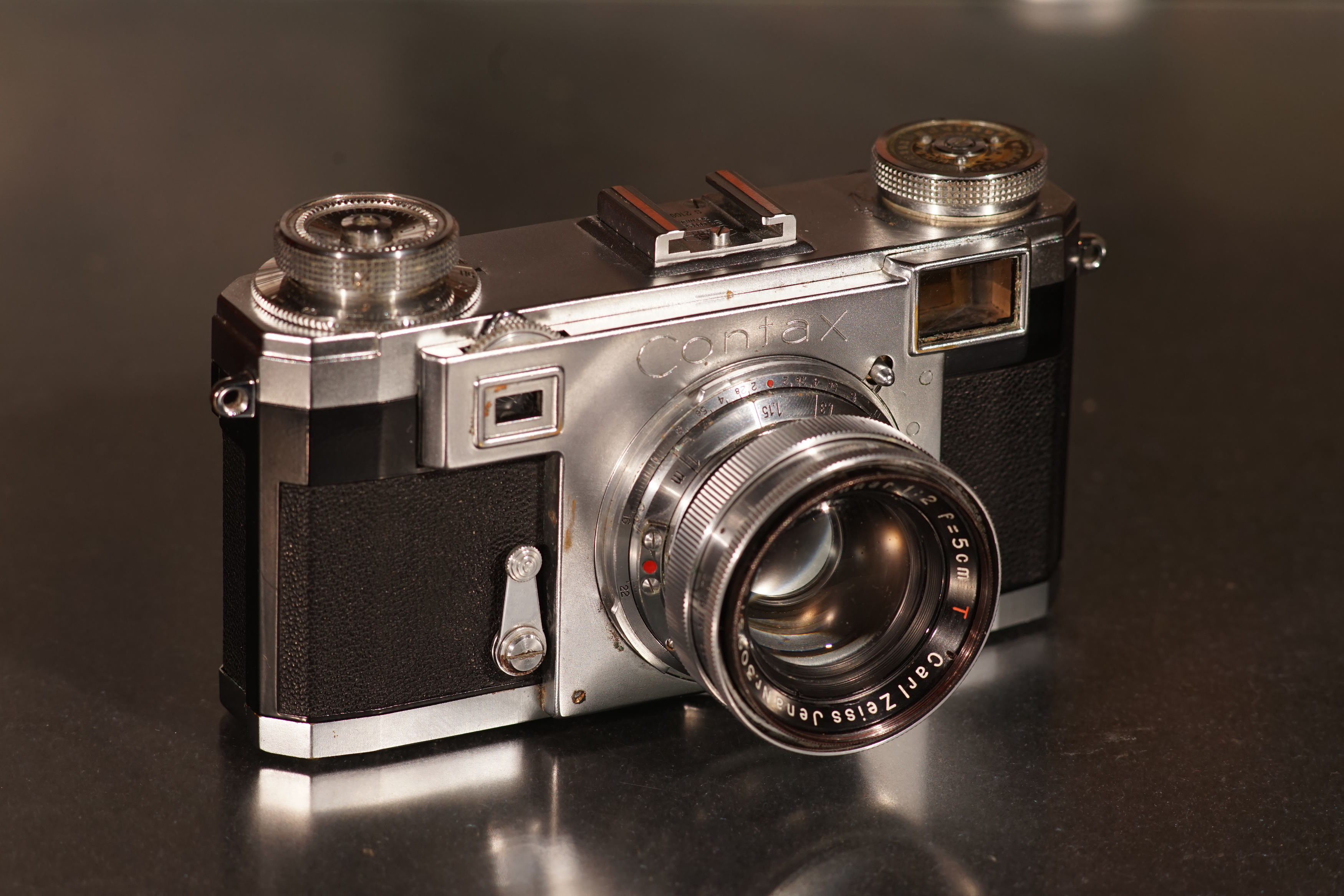
Contax IIa

De 1936 à 1944, Zeiss poursuivit la production des Contax 2 et 3, toujours en concurrence avec Leica. En 1945, l'Union soviétique s'empara de tout l'outillage et des ingénieurs de Dresde pour recommencer la production à Jena en RDA. À ce moment sortirent les versions Contax "Jena" de 1946, donc fabriqués en RDA et qui sont les versions les plus recherchées en collection puisque fabriquées avec des pièces originales Zeiss pendant une seule année.
L'usine Arsenal (à Kiev, Ukraine) commença également la production des Kiev 2, copies conformes des Contax II, avec l'aide des ingénieurs et machines acquis en guise de réparation de guerre. Il est intéressant de noter que certains exemplaires sont des Contax II originaux dont la plaque comportant l'inscription "Contax" a été retirée et remplacée (ou simplement recouverte) par une plaque comportant l'inscription "Kiev",. Ces appareils seront produits jusqu'en 1987, ayant subi quelques légères améliorations au fil des années, avec les modèles 3 (cellule au sélénium sur le dessus), 2a (prise PCI pour la synchronisation avec un flash déplacée devant l'appareil, pas de cellule), 3a (similaire au 2a mais avec la cellule au sélénium), 4 (semelle et boutons modifiés, cellule au sélénium), 4a (similaire au 4 mais sans la cellule), 4M (4 dont les boutons et le retardateur ont changé, le 1/1250e de seconde maximale des versions précédentes laisse place à un 1/1000e de seconde plus traditionnel, probablement dans un but de standardisation, cellule au sélénium) et 4aM (4M sans la cellule). Il existe aussi certains modèles sans aucun marquage. 

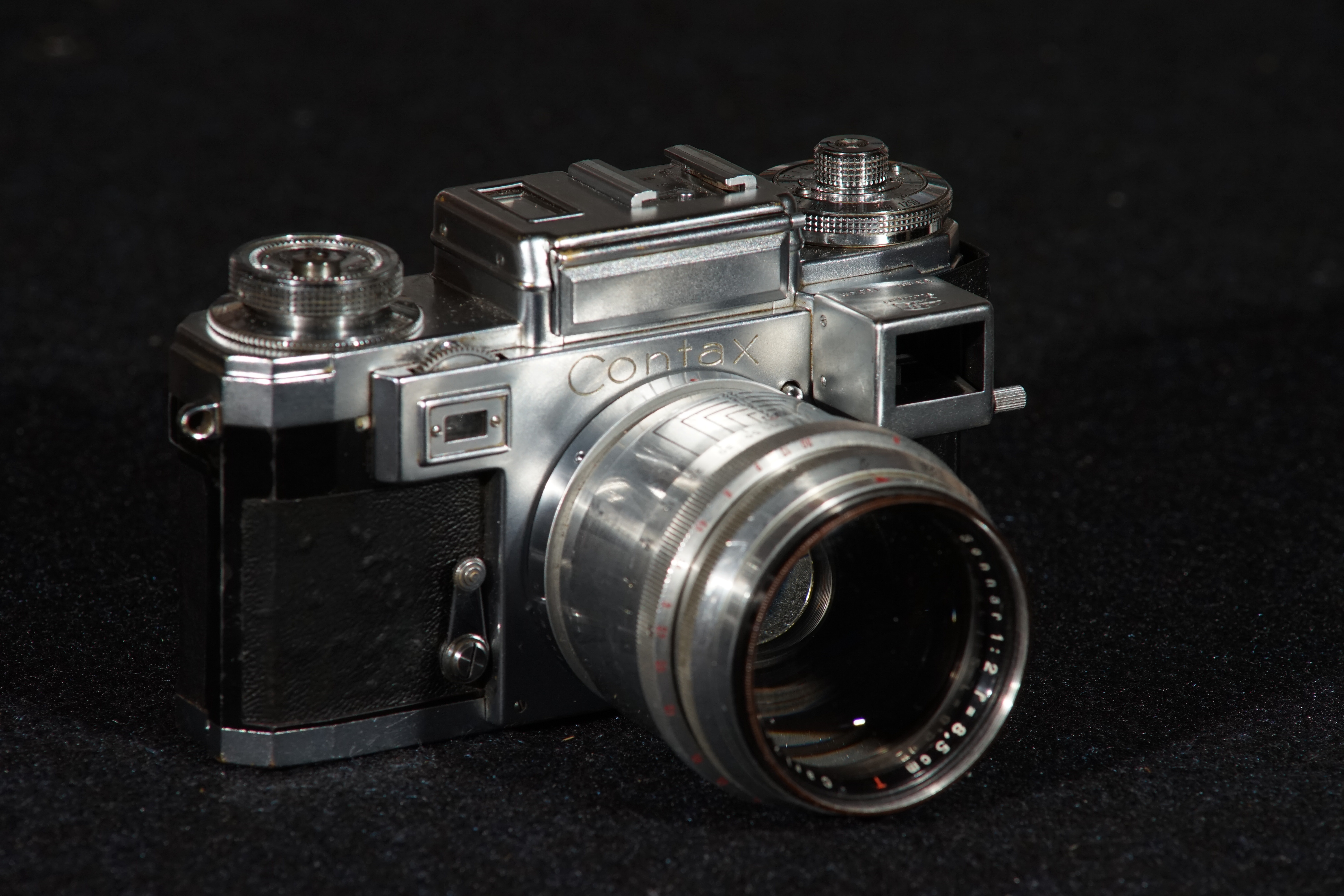
Contax III a avec Zeiss Jena Sonnar 1:2/85mm

Les nouvelles usines Zeiss Ikon à Stuttgart en Allemagne de l'ouest n’avaient pas pu récupérer l’outillage des sites de production de Dresde ; en conséquence, les Contax IIa et IIIa, qui partageaient tout de même de nombreuses similarités avec leurs prédécesseurs d’avant guerre, avaient subi, à partir de 1950, plusieurs simplifications et améliorations.
Le "color dial" sortit en 1954, avec le réglage des vitesses de trois couleurs et un fonctionnement légèrement différent.

## Modèles reflex

### Contax S

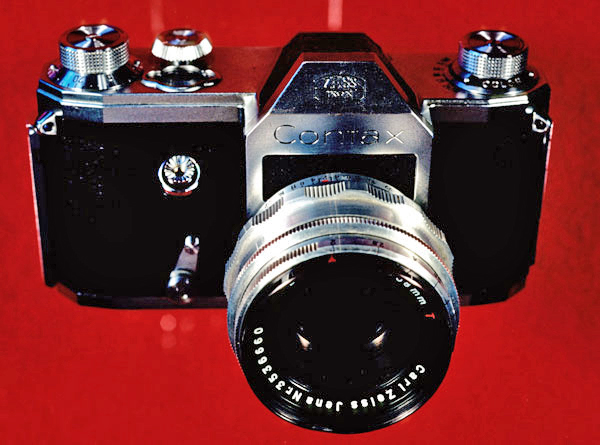
Contax S

La perte des sites de production de Dresde et de l’équipement qui y était affecté contraignit les ingénieurs à repartir pratiquement de zéro. Wilhelm Winzenberg, qui n’était pas impliqué dans la conception des boîtiers chez Zeiss-Ikon, reprit alors les plans esquissés pendant la guerre par Hubert Nerwin pour un boîtier reflex, qui fut commercialisé en 1949.
Les axes de l’obturateur vertical occupaient une place considérable au-dessus et au-dessous du film, ne laissant guère la possibilité d’y ajouter les éléments constituant la visée reflex. Winzenberg résolut le problème en le remplaçant par un obturateur horizontal entièrement nouveau, libérant l’espace nécessaire.
Les reflex d’avant-guerre étaient dotés d’un viseur délivrant une image latéralement inversée, que le photographe devait tenir à hauteur de poitrine en dirigeant son regard vers le bas, perdant ainsi le contact avec son sujet. Le Contax S embarquait un pentaprisme directement au-dessus de la pellicule, qui offrait une visée au niveau de l’œil, sans inversion. Cette avancée technique décisive s’imposa par la suite comme le standard du système reflex. La monture M42, plus grande que les montures pour boîtiers télémétriques, spécialement développée pour le Contax S, allait également devenir un standard de fait.